# Vinzenz Georg Kininger

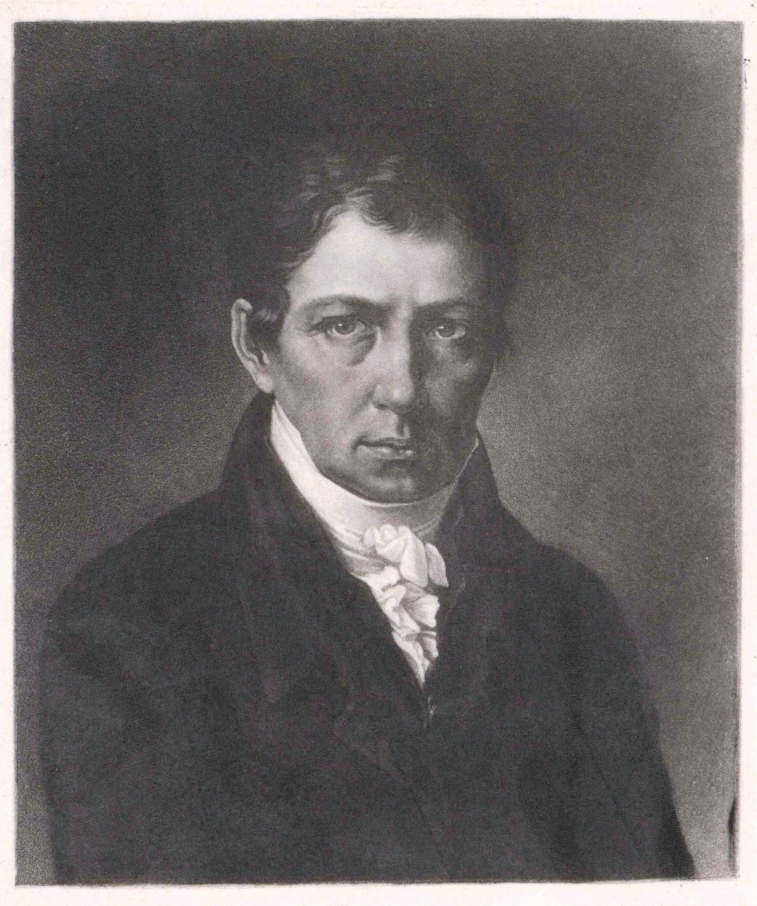
Selbstbildnis

Vinzenz Georg Kininger (auch Vincenz, auch Kinninger; * 24. April 1767 in Regensburg; † 18. Mai 1851 in Wien) war ein deutsch-österreichischer Porträt- und Miniaturmaler, Kupferstecher und Lithograf.

## Leben
Vinzenz Georg Kininger lebte ab 1778 in Wien. Ab 1780 studierte er an der Akademie der bildenden Künste Wien bei Jacob Matthias Schmutzer und Johann Jacobé. Außer Porträts und Landschaften malte er vor allem Militärszenen, Trachten und Kostüme. 

## Werke (Auswahl)
- Die neue Adjustierung der k.k. Armee, Wien 1798 (gemeinsam mit Joseph Georg Mansfeld).